# Les Rois mongols
Pour plus de détails, voir Fiche technique et Distribution.
Les Rois mongols est un film dramatique québécois réalisé par Luc Picard, sorti en 2017. Il s'agit d'une adaptation du roman Salut mon roi mongol !, de l'auteure québécoise Nicole Bélanger qui signe le scénario. Le film met en vedette Milya Corbeil-Gauvreau, Henri Richer-Picard, Anthony Bouchard et Alexis Guay. 
Présenté comme film d'ouverture au Festival de cinéma de la ville de Québec, le film a remporté le Prix du public.
Il reçoit également l'Ours de cristal (Generation - K+) lors du 68e Festival International du film de Berlin.

## Synopsis
Montréal, octobre 1970. La famille de Manon, 12 ans, est sur le point d'éclater : elle et son petit frère Mimi seront placés en famille d’accueil. Manon est révoltée. Inspirée par l’actualité politique, elle élabore un plan et prend en otage une vieille femme, pour revendiquer le droit de choisir son avenir. 
Aidée de ses cousins Martin et Denis, elle quitte la ville avec Mimi et la vieille dame, déterminée à trouver un refuge où ils seraient enfin tous libres et heureux. Le film offre ainsi un regard lucide d'enfants sur le monde adulte, ses mensonges et ses trahisons.

## Fiche technique
- Titre original : Les Rois mongols[4]
- Réalisation : Luc Picard
- Scénario : Nicole Bélanger, d'après son roman, avec la collaboration de Luc Picard
- Musique : Viviane Audet, Robin-Joël Cool (en), Alexis Martin (en)
- Direction artistique : Guillaume Couture
- Costumes : Brigitte Desroches
- Maquillage : Kathryn Casault
- Coiffure : Denis Parent
- Photographie : François Dutil
- Son : Pierre Bertrand, Olivier Calvert, Stéphane Bergeron
- Montage : Carmen Mélanie Pépin
- Production : Luc Châtelain, Stéphanie Pages
- Production déléguée : Daniel Morin
- Société de production : Écho Média
- Société de distribution : Téléfiction Distribution
- Distribution des rôles : Nathalie Boutrie, Emanuelle Beaugrand-Champagne, Frédérique Proulx
- Budget approximatif : 4 millions de dollars
- Pays de production :  Québec ( Canada)
- Langue originale : français
- Lieux de tournage : Montréal et Montérégie, au Québec
- Format : couleur — format d'image : 2,39:1
- Genre : comédie dramatique
- Durée : 101 minutes
- Dates de sortie :
  - Canada : 13 septembre 2017 (première en ouverture du Festival de cinéma de la ville de Québec)[5]
  - Canada : 22 septembre 2017 (sortie en salle au Québec)
  - Allemagne : 18 février 2018 (première mondiale à la Berlinale 2018)[6]
  - Pologne : 7 juin 2018 (Cinéma en baskets (pl))
  - Italie : 24 juillet 2018 (Festival du film de Giffoni)
  - France : 22 août 2018 (Festival du film francophone d'Angoulême)

- Classification : 
  - Québec : Visa général[7]

## Distribution
- Milya Corbeil-Gauvreau : Manon Ducharme
- Henri Picard : Martin St-Jean, cousin de Manon
- Anthony Bouchard : Mimi Ducharme, petit frère de Manon
- Alexis Guay : Denis St-Jean, cousin de Manon
- Clare Coulter : Rose Robinson, la grand-mère
- Julie Ménard : Simone St-Jean, la tante de Manon
- Maude Laurendeau : Jeanne Ducharme, la mère de Manon
- Jean-François Boudreau : Gaston St-Jean, l'oncle de Manon
- Martin Desgagné : Pierre Ducharme, le père de Manon
- Sophie Cadieux : Suzanne, la travailleuse sociale
- Bobby Beshro : l'inspecteur Dion
- Nicola-Frank Vachon : l'adjoint Picard
- Emmanuel Charest : le lieutenant Fraser
- Gary Boudreault : monsieur Comeau, le pharmacien
- Gabriel Lemire : Paul St-Jean, le cousin de Manon
- Frédérique Proulx : madame Robinson
- Carmen Ferlan : la dame du dépanneur
- Denis Houle : le voisin du camp de chasse
- Mathys Picard : enfant à vélo dans la ruelle
- Thomas Brassard : enfant dans la ruelle
- Robert D'Entremont : soldat chez Manon

## Chansons
- Comme j'ai toujours envie d'aimer (Marc Hamilton)
- Tu es impossible (Les Sultans)
- Te v'là (Robert Charlebois)[8]
- La Route 11 (Jean-Pierre Ferland)
- Verses (Olafur Arnalds et Alice Sara Ott)
- J'ai la tête en gigue (Jim Corcoran et Bertrand Gosselin)
- Un musicien parmi tant d'autres (Harmonium) : générique fin

## Prix et récompenses
- Prix du public du Festival de cinéma de la ville de Québec 2017
- 20e gala Québec Cinéma : Meilleur scénario pour Nicole Bélanger
- 20e gala Québec Cinéma : Meilleure distribution des rôles pour Nathalie Boutrie, Emanuelle Beaugrand-Champagne, Frédérique Proulx
- Berlinale 2018 : Ours de cristal  dans la section Generation Kplus dans le cadre de la 68e édition du Festival de Film de Berlin
- Valois de la meilleure actrice – Milya Corbeil-Gauvreau – Festival du film francophone d'Angoulême
- Prix spécial Percorsi Creativi 2018 CGS (Ciné-club socio-culturel pour les jeunes) au Festival de Giffoni
- Prix du public – catégorie fiction – Festival de cinéma québécois des Grands Lacs (Biscarosse-France)
- Prix du meilleur film par le jury jeunesse au festival du film de Zlín
- Prix Milos Macourek pour la meilleure performance dans un film jeunesse remis à Milya Corbeil-Gauvreau au festival du film de Zlín ;
- Grand prix de la compétition au Festival Cinema in Sneakers ;
- Grand prix du jury des parents au Festival Cinema in Sneakers ;
- Mention spéciale du Polish Arthouse Cinema Network au Festival Cinema in Sneakers ;
- Prix pour le droit des enfants – Festival du film indépendant de Osnabrück ;
- Meilleur Film au Festival SIFFCY de New Dehli ;
- Meilleure Actrice au Festival SIFFCY de New Dehli ;
- Meilleure Histoire au Festival SIFFCY de New Dehli ;
- Prix Geneviève Bujold du meilleur espoir féminin décerné dans le cadre des Espoirs du Cinéma québécois à Milya Corbeil-Gauvreau
- 6 nominations aux Écrans Canadiens 2018 : Meilleure direction artistique, Meilleurs costumes, Meilleure musique originale, Meilleur son d'ensemble, Meilleure adaptation et Interprétation féminine dans un rôle de soutien
- 8 nominations et 2 prix Iris au Gala Québec Cinéma 2018 : Iris du meilleur scénario et Iris de la meilleure distribution des rôles ; nominations pour Meilleur film, meilleure réalisation, meilleure direction artistique, meilleure direction de la photographie, meilleurs costumes et meilleure coiffure

## Festivals
INTERNATIONAL

- Sélectionné en compétition officielle au 68e Festival International du film de Berlin, section Generation K+
- Sélection au Cinemagic International Film Festival for Young People (Dublin, Irlande)
- Sélection au Filem'on (Bruxelles, Belgique)
- Sélection au 14e Tel Aviv International Children's Film Festival en Israël
- Sélection au 13e Busan International Kids & Youth Film Festival en Corée du Sud (2 projections régulières  et film de clôture)
- Sélection CANADA NOW (Los Angeles, New York  et Nouvelle Orleans)
- Invité au Scottsdale Film Festival (US)
- Sélection au 6e Cinéma in Sneakers (Varsovie, Pologne)
- Sélection au 58e festival du film de Zlín (Zlin, République tchèque)
- Sélection au 48e Festival du film de Giffoni – Section Generator 13+ (Italie)
- Festival du cinema québécois des Grands Lacs (Biscarosse, France) – film d'ouverture et compétition
- Sélection au 56e Gijon IFF (Espagne) – section compétitive Les enfants terribles
- Little Big Films de Nüremberg (Allemagne)
- Sélection au CinefestOz (Australie)
- Sélection en competition officielle au 11e Festival du film francophone d'Angoulême (21-26 aout 2018)
- Sélection en compétition au Stuttgart Children Film Festival (Janvier 2019)
- Sélection en compétition au Festival du film francophone d'Albi – Les Œillades (20-25 novembre – France)
- Sélection au 33e Independent FilmFest Osnabrück (17-21 octobre - Allemagne)
- Sélection au 6e Festival du Film Francophone d'Angoulême via Brides-les-Bains (4-7 octobre - France)
- Sélection au Cinemagic Belfast 2018 (Irlande)
- Sélection au  Free Zone Human Rights Film Festival (Serbie)
- Sélection au Tallinn Black Nights Film Festival (Estonie)
- Sélection à l'International Vilnius film festival for children and youth (Lituanie)
- Sélection au 6e Dharamshala International Film Festival (Inde)
- Sélection au 4e SIFFCY - Smile International Film Festival for Children and Youth (Inde)
- Sélection au Festival canadiense de Madrid (26-28 janvier 2019 - Espagne)

CANADA

- Sélection en compétition officielle au 18e Calgary International Film Festival
- Sélection en compétition officielle au 29e Cinéfest Sudbury International Film Festival
- Invité au 26e Cinémental, Festival des films francophones au Manitoba
- Film de clôture du 22e Rendez-vous du cinéma québécois et francophone à Vancouver
- Projeté au 18e Kingston Canadian Film Festival
- Projeté au 14e Available Light Film Festival (Yukon film Society)
- Projeté au 21e Ciné Franco Festival Jeunesse de Toronto
- Projeté au 11e Festival Objectif Cinéma Desjardins d'Orléans – Canada
- Présenté à Halifax et à Iqaluit dans le cadre de la Tournée du cinéma québécois
- Film de clôture de Ciné-Franco (Toronto)

QUÉBEC

- Présenté en ouverture du 7e Festival de cinéma de la ville de Québec
- Invité aux 36e Rendez-vous du cinéma québécois
- Film de clôture du 31e Festival International du cinéma francophone en Acadie
- Projeté au 30e Festival du film international de Baie-Comeau
- Projection dans plusieurs cinémas indépendants comme Station Vu, en présence des artisans du film
- Fait partie de la tournée organisée par le Conseil des Arts de Montréal